# Stazione di Torino San Paolo
La stazione di Torino San Paolo è una stazione ferroviaria di Torino, abilitata al solo traffico merci. È posta sulla linea del Frejus, ed è origine della linea diretta allo scalo merci di Torino Orbassano.

## Storia
La stazione è stata sempre in uso per il solo traffico merci fin dall'apertura negli anni intorno al 1950, con treni che trasportavano autovetture per la FIAT, poi come bivio per lo scalo di Orbassano dall'ampliamento.

## Strutture e impianti

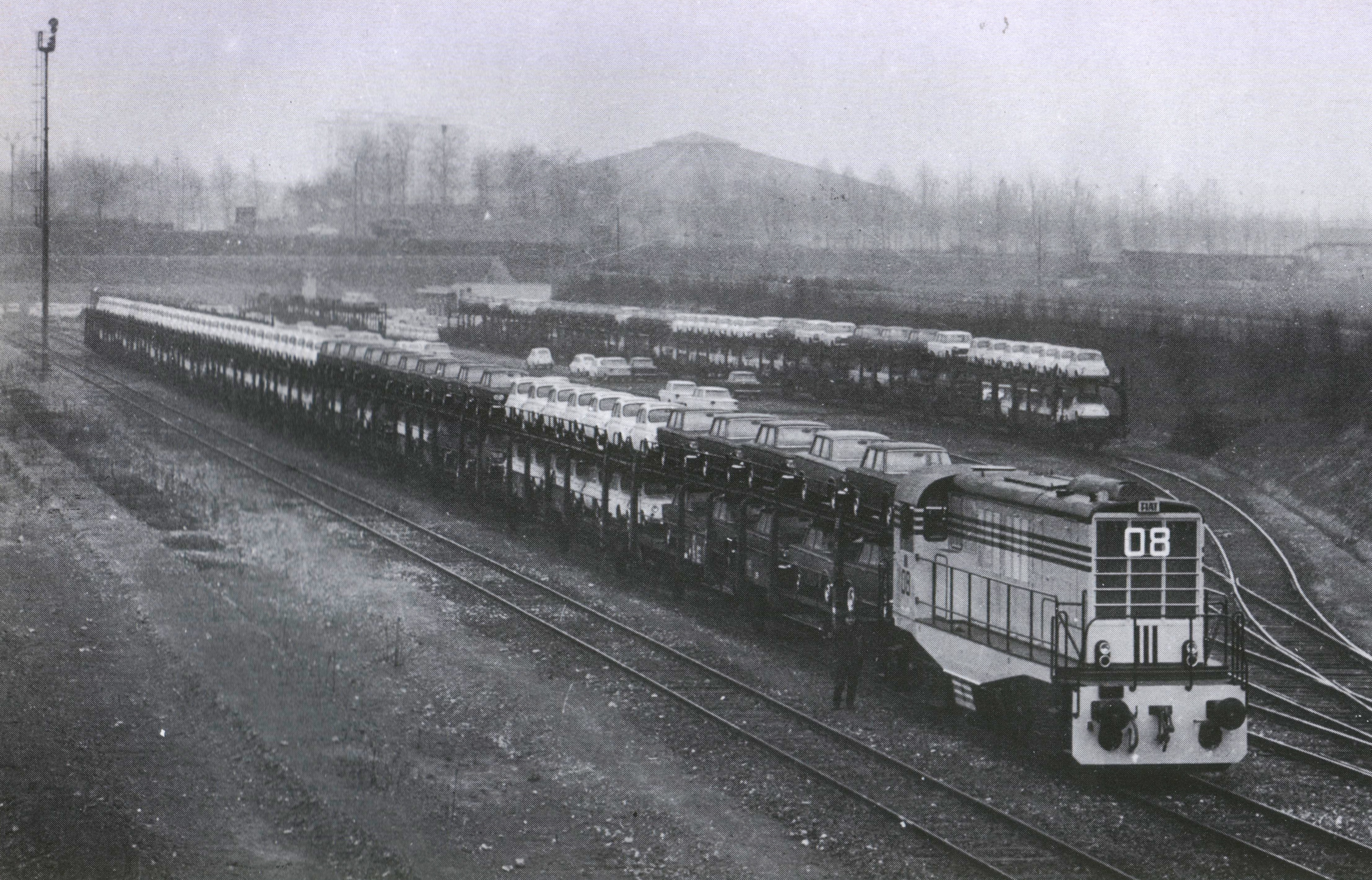
Lo scalo merci nel 1963, con due treni che trasportano autovetture FIAT

Il piazzale binari è composto da un totale di 11 binari, di cui 6 tronchi.
L'impianto è collegato allo scalo della Stazione di Torino Orbassano da una doppia linea di rotaia che si affianca per un breve tratto alla Ferrovia Torino-Bardonecchia prima di sottopassarla e svoltare a sinistra. Con un altro raccordo, a linea doppia di rotaia, è collegata al il Bivio Crocetta sulla ferrovia Torino-Milano, che permette l'instradamento dei convogli verso la stazione di Torino Porta Susa, evitando di allungare sino a Porta Nuova e fare retromarcia.

## Movimento
L'impianto è utilizzato esclusivamente per il traffico merci e per lo smistamento del traffico proveniente o diretto dallo scalo di Torino Orbassano: da qui transitano, senza fermare, i treni della linea SFM3 diretti a Susa e Bardonecchia del servizio ferroviario metropolitano di Torino.

### Progetti futuri
È previsto il progetto di costruzione di una nuova stazione per viaggiatori, per i convogli della linea SFM3 e della futura linea SFM5.
A giugno 2023 la gara per i lavori è stata aggiudicata a un raggruppamento di imprese. L'appalto, finanziato in parte coi fondi del PNNR, prevede la realizzazione entro il 2026. L'opera prevede l'adeguamento della attuale stazione, con la realizzazione di una banchina per i viaggiatori.

## Interscambi
Nei dintorni della stazione ci sono le fermate della rete urbana di bus delle linee 2, 56, 66, 71.

## Servizi
La stazione dispone di:
- Servizi igienici